# Myiodactylus roseistigma
Myiodactylus roseistigma är en insektsart som beskrevs av Peter Esben-Petersen 1917. 
Myiodactylus roseistigma ingår i släktet Myiodactylus och familjen Nymphidae. Inga underarter finns listade i Catalogue of Life.